# Chirita ronganensis
Chirita ronganensis är en tvåhjärtbladig växtart som beskrevs av Ding Fang och Y.G. Wei. Chirita ronganensis ingår i släktet Chirita och familjen Gesneriaceae. Inga underarter finns listade i Catalogue of Life.